# Alfredo Gregori
Alfredo Gregori (Arcugnano, 8 marzo 1912 – Veli Dolac, 7 novembre 1941) è stato un militare italiano, appartenente all'Arma dei Carabinieri che fu insignito di Medaglia d'oro al valor militare alla memoria durante il corso della seconda guerra mondiale.

## Biografia
Nacque ad Arcugnano, provincia di Vicenza, l’8 marzo 1912, e dopo aver conseguito la licenza media in un collegio di Monselice (Padova), si arruolò nell’Arma dei Carabinieri. Nel corso del 1933 divenne carabiniere effettivo, entrando in servizio nella Legione di Ancona, passando poi al Nucleo Carabinieri di Zara.
Dopo l’entrata in guerra dell’Italia, nel marzo 1941 fu assegnato alla 191ª Sezione Carabinieri Mobilitata, prendendo parte attiva, in forza al V Corpo d'Armata, all’invasione della Jugoslavia.
In seguito rimase in zona partecipando al rilevamento anagrafico nelle Regioni occupate. Durante lo svolgimento di questo incarico burocratico, il 6 novembre 1941 si trovava a Vel-Dolac in una abitazione per annotare le persone che la occupavano, quando venne proditoriamente aggredito, disarmato e preso prigioniero da un nutrito gruppo di alcuni ribelli che lo trasferirono altrove. Ordinatogli di cantare i loro inni se voleva avere salva la vita, egli respinse fieramente l’offerta, rifiutandola ancora una volta il mattino successivo quando fu nuovamente invitato a cantare, ma soprattutto, a dare informazioni sulla dislocazione e sull’entità dei Reparti italiani presenti in zona. Trasportato in un luogo isolato fu torturato e quindi barbaramente ucciso. Decorato con la Medaglia d'oro al valor militare alla memoria, gli fu intitolata la caserma del Comando Tenenza Carabinieri di Schio.

### Annotazioni
1. ↑  Figlio di Gregorio.

### Fonti
1. 1 2 3 4 5 6 7 8 9  Castellano 2012, p. 10.
2. ↑  Carabinieri.it.
3. ↑  Bollettino Ufficiale MDE 1946, dispensa 28ª, pagina 3287.
4. ↑   G. Barbonetti, Oltre il dovere. I Carabinieri decorati al Valor Militare, Roma, Ente editoriale per l'Arma dei Carabinieri, 2023, ISBN 9788889 242575.

### Periodici
- Andrea Castellano, Carabinieri eroici, in Le Fiamme d’Argento, n. 1, Roma, Associazione Nazionale Carabinieri, gennaio-febbraio 2012,  p. 10.
- Carlo Maria Magnani, I Carabinieri: “Usi obbedir tacendo”, in Il Nastro Azzurro, n. 5, Roma, Istituto del Nastro Azzurro, settembre-ottobre 2010,  p. 3.